# Računalniška mehanika tekočin
Mehanika tekočin je veda, ki proučuje kapljevine in pline v mirovanju in tečenju, delimo jo na statiko, kinematiko in dinamiko, za točkovnih pojavov služijo osnovni fizikalni zakoni, za proučevanje uporabljamo tri medsebojno povezane načine: teoretični pristop, laboratorijski eksperiment in numerični eksperiment. 
Uporabljamo jo v procesni in kemijski industriji, gradbeništvu, zdravstvu, strojništvu, elektrotehniki, okoljevarstvu in energetiki.